# شانغهاي ديزني لاند
شانغهاي ديزني لاند هي مدينة ترفيهية تقع في شانغهاي،الصين.بدأ بناء المدينة في 8 أبريل 2011 وتم افتتاحها في 16 يونيو 2016.